# カルミナ・ビルジリ
カルミナ・ビルジリ・イ・ロドン（カタルーニャ語: Carmina Virgili, 1927年6月19日 - 2014年11月21日）は、スペイン・バルセロナ出身の地質学者・大学教員。1996年から2000年にはカタルーニャ社会党（スペイン社会労働党の地域支部）から出馬してスペイン上院議員を務めた。

## 生涯
1927年6月19日、カタルーニャ地方のバルセロナに生まれた。ギリェム・ビルジリとカルマ・ルドン・パレグリの娘であり、2人の子どものうち年下のほうだった。母親は農業学校で教えていたこともある薬剤師であり、ビルジリは生涯を通じて母親ととても親しかった。一家は政治的にはカタルーニャ人であり、家庭ではカタルーニャ語を話したが、当時のスペインでは家の外ではスペイン語を話す義務があった。スペイン内戦中にはバルセロナ県イグアラダに疎開した。
ビルジリはバルセロナ大学に進学し、地理学者のサルバドール・リュベットに師事。1949年に自然科学の優等学士学位を取得し、バリェス郡の学校で教えた。教壇に立つ一方で、自然科学の入門用教科書を共著しており、この教科書は多くの版を重ねている。1953年8月にはバルセロナ大学が自然科学科から地質学科を分離させ、ビルジリは地質学科の講師となった。1956年にはバルセロナ大学で地質学の博士号を取得した。1963年にはオビエド大学初の女性教員となり、スペインの女性で3番目の大学教員となった。1977年にはスペインの女性初の学部長となった。
1995年にはカタルーニャ州政府からサン・ジョルディ十字勲章を授与された。1996年の1996年スペイン議会総選挙にはカタルーニャ社会党（スペイン社会労働党の地域支部）からバルセロナ県選挙区に出馬して当選し、2000年まで上院議員を務めた。2008年にはイタリアのジェノヴァ大学から名誉博士号を授与された。2011年には母校のバルセロナ大学からゴールドメダルを授与された。2014年11月21日、バルセロナで死去した。生涯独身であり子どもはなく、自らの身体を献体として捧げた。

## 著作
- El Triásico de los Catalánides. マドリード、1958年
- El fin de los mitos geológicos, Lyell. Nivola Libros y Ediciones, S.L. マドリード、2003年 ISBN 978-84-95599-44-5
- La Geologia : dels mites a la Ciència 2004年、Charles Lyellとの共著

## 受賞・受章
- 1995年 カタルーニャ州政府 サン・ジョルディ十字勲章
- 2008年 ジェノヴァ大学 名誉博士号
- 2011年 バルセロナ大学 ゴールドメダル[2]